# Erich Borchmeyer
Erich Borchmeyer (ur. 23 stycznia 1905 w Münster, zm. 17 sierpnia 2000 w Bielefeld) – niemiecki lekkoatleta sprinter, dwukrotny medalista olimpijski i dwukrotny medalista mistrzostw Europy.
14 czerwca 1932 w Kassel niemiecka sztafeta 4 × 100 metrów dwukrotnie poprawiła rekord świata, najpierw osiągając czas 40,7 s (w składzie: Friedrich Hendrix, Ernst Geerling, Borchmeyer i Arthur Jonath), a później 40,6 s (w składzie: Helmut Körnig, Georg Lammers, Borchmeyer i Jonath).
Na igrzyskach olimpijskich w 1932 w Los Angeles Borchmeyer odpadł w półfinale biegu na 200 metrów, lecz niemiecka sztafeta 4 × 100 metrów biegnąc w składzie Körnig, Hendrix, Borchmeyer i Jonath wywalczyła srebrny medal.
Na mistrzostwach Europy w 1934 w Turynie Borchmeyer dotarł do finału biegu na 100 metrów. Po biegu finałowym ogłoszono go zwycięzcą, ale sędziowie, po obejrzeniu filmu z biegu, uznali, że wygrał Holender Chris Berger, a Borchmeyer zdobył srebrny medal. Został za to mistrzem Europy w biegu sztafetowym 4 × 100 m (skład niemieckiej sztafety: Egon Schein, Erwin Gillmeister, Gerd Hornberger i Borchmeyer na ostatniej zmianie).
Na igrzyskach olimpijskich w 1936 w Berlinie zdobył brązowy medal w sztafecie 4 × 100 m (w składzie: Wilhelm Leichum, Borchmeyer, Gillmeister i Hornberger). W finale biegu na 100 metrów zajął 5. miejsce.
29 lipca 1939 biegł na 1. zmianie sztafety 4 x 100 m, która ustanowiła znakomity jak na tamte czasy rekord Europy wynikiem 40,1 s (wraz z Borchmeyerem biegli w niej Hornberger, Karl Neckermann i Jakob Scheuring).
Był mistrzem Niemiec w biegu na 100 metrów w latach 1933-1935 i 1937 oraz brązowym medalistą w 1936 i 1940; w biegu na 200 metrów zwyciężył w 1933, był wicemistrzem w 1932 i 1935, a brązowym medalistą w 1930.

## Rekordy życiowe
źródło:
- 100 m – 10,3 s. (1933)
- 200 m – 21,4 s. (1929)